# ProLiant
ProLiant為電腦系統設備廠商HP的伺服器系列產品。

## 概要

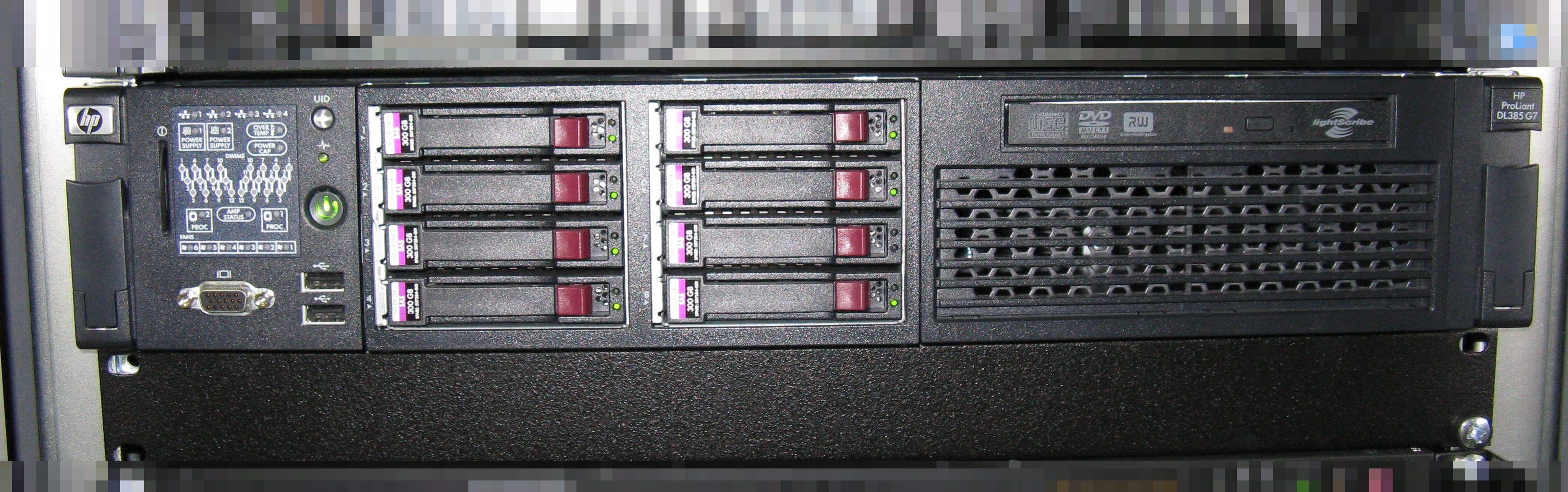
一台HP ProLiant DL385G7的正面模樣

ProLiant最初起源於西元1990年代，由當時的電腦大廠COMPAQ所開發出來，為使用在企業端的X86等級工業標準伺服器。在2002年COMPAQ被HP所收購後，HP將ProLiant替代原先自家的伺服器系列產品「Net Server」。
ProLiant以ML、DL、BL、SL四種型號作為不同產品規格的分類，其中ML為直立型的伺服器，DL代表可收納於19吋寬機架的機型，BL則為HP的刀鋒伺服器規格，SL是堆疊式伺服器。
在硬體能使用的CPU方面，則以數字型號作為區別，數字較低者為入門機種，而數字愈高者其硬體規格及運作效能也愈高、愈好。其中100、200、300至400代表內建可使用兩顆CPU的插槽，500至600為能使用四顆CPU的機型，700則為可插上八顆CPU，而較新的900型號除了能插上八顆CPU外；同時可使用80核心及支援到4TB容量的記憶體。
於2012年2月13日，HP另發表了關於第8代ProLiant產品的聲明稿。
於2014年，HP發布第9代ProLiant伺服器，最大的特色之一是開始採用UEFI BIOS。
隨後，惠普被分拆為惠普（HP）和慧與科技（HPE）2家公司，ProLiant業務由HPE負責，名稱改名為「HPE ProLiant」。
2017年，HPE發布第10代ProLiant伺服器。

## 外部連結
- （英文）HP的ProLiant產品網頁